# Biathlon ai XVII Giochi olimpici invernali
Nel biathlon ai XVII Giochi olimpici invernali, che si svolsero nel 1994 a Lillehammer (Norvegia), vennero assegnate medaglie in sei specialità. 

## Risultati

### Biathlon maschile

#### 10 km
| Posizione | Atleta         | Nazione  | Tempo / Pen. |
| --------- | -------------- | -------- | ------------ |
| 1         | Sergej Čepikov | Russia   | 28:07,0      |
| 2         | Ricco Groß     | Germania | 28:13,0      |
| 3         | Sergej Tarasov | Russia   | 28:27,4      |

#### 20 km
| Posizione | Atleta         | Nazione  | Tempo / Pen. |
| --------- | -------------- | -------- | ------------ |
| 1         | Sergej Tarasov | Russia   | 57:25,3      |
| 2         | Frank Luck     | Germania | 57:28,7      |
| 3         | Sven Fischer   | Germania | 57:41,9      |

#### Staffetta 4x7,5 km
| Posizione | Nazione  | Atleti                                                              | Tempo / Pen. |
| --------- | -------- | ------------------------------------------------------------------- | ------------ |
| 1         | Germania | Ricco Groß Frank Luck Mark Kirchner Sven Fischer                    | 1:30:22,1    |
| 2         | Russia   | Valerij Kirienko Vladimir Dračëv Sergej Tarasov Sergej Čepikov      | 1:31:23,6    |
| 3         | Francia  | Thierry Dusserre Patrice Bailly-Salins Lionel Laurent Hervé Flandin | 1:32:31,3    |

### Biathlon femminile

#### 7,5 km
| Posizione | Atleta                 | Nazione     | Tempo / Pen. |
| --------- | ---------------------- | ----------- | ------------ |
| 1         | Myriam Bédard          | Canada      | 26:08,8      |
| 2         | Svjatlana Paramyhina   | Bielorussia | 26:09,9      |
| 3         | Valentyna Cerbe-Nesina | Ucraina     | 26:10,0      |

#### 15 km
| Posizione | Atleta        | Nazione  | Tempo / Pen. |
| --------- | ------------- | -------- | ------------ |
| 1         | Myriam Bédard | Canada   | 52:06,2      |
| 2         | Anne Briand   | Francia  | 52:53,3      |
| 3         | Uschi Disl    | Germania | 53:15,3      |

#### Staffetta 4x7,5 km
| Posizione | Nazione  | Atlete                                                         | Tempo / Pen. |
| --------- | -------- | -------------------------------------------------------------- | ------------ |
| 1         | Russia   | Nadežda Talanova Natal'ja Snytina Luiza Noskova Anfisa Rezcova | 1:47:19,5    |
| 2         | Germania | Uschi Disl Antje Harvey Simone Greiner-Petter-Memm Petra Behle | 1:51:16,5    |
| 3         | Francia  | Corinne Niogret Véronique Claudel Delphyne Burlet Anne Briand  | 1:52:28,3    |

## Medagliere per nazioni
| Pos. | Paese       | Oro | Argento | Bronzo | Totale |
| ---- | ----------- | --- | ------- | ------ | ------ |
| 1    | Russia      | 3   | 1       | 1      | 5      |
| 2    | Canada      | 2   | 0       | 0      | 2      |
| 3    | Germania    | 1   | 3       | 2      | 6      |
| 4    | Francia     | 0   | 1       | 2      | 3      |
| 5    | Bielorussia | 0   | 1       | 0      | 1      |
| 6    | Ucraina     | 0   | 0       | 1      | 1      |